# 艾利斯·伯克斯
艾利斯·雷納·伯克斯（英語：Ellis Rena Burks，1964年9月11日—），為美國職棒大聯盟的外野手，生涯曾效力過紅襪、白襪、洛磯、巨人與印地安人等隊。目前他在NESK體育台擔任分析師，偶爾會客串擔任球評。

## 職業生涯
1983年大聯盟選秀，伯克斯在首輪20順位被紅襪隊選走。1987年，才22歲的伯克斯就躍升成為紅襪隊的先發外野手。他也成為隊史第三位單季達成20轟與20盜的選手。1990年，他曾在一場比賽中單局擊出兩轟，是隊史繼1928年的Bill Regan後第一人。
不過伯克斯之後就受到膝傷與背傷的困擾，後來他在1993年初成為自由球員，並加盟白襪。這年他在白襪隊非常健康，整季打擊率為3成04，幫助球隊闖進季後賽。1994年，他和洛磯隊簽下5年合約。4月17日，他在延長賽敲出再見轟。1995年7月，他達成生涯千安。
1996年，伯克斯打出生涯年。這年他的打擊率為3成53，並敲出40轟與128分打點。敲出211支安打為國聯次高，長打率6成39更是國聯第一。此外，他還上演32次盜壘成功，最終他在MVP票選上拿下第三名。洛磯在這年同時出現兩名球員單季敲出30轟與30盜，另一位是丹堤·比薛特。在洛磯的這段時期，球隊於1995年至1997都是聯盟整季擊出最多轟的球隊。
1998年季中，洛磯將伯克斯交易到巨人，換來Darryl Hamilton和Jim Stoops。2000年，他的打擊率為3成44，在國聯排名第三，另外他敲出24轟與96分打點。球季結束後，他加盟印地安人。2001年和2002年，他分別繳出2成80和3成01的打擊率，但他在2003年春訓收到手腕，導致他出賽場次大幅減少。最後他為了進行手術，導致球季提前結束。2004年，他以短約加入紅襪，雖然他沒有跟著球隊參與季後賽，但是球隊奪冠後仍給他一枚冠軍戒。
2005年，伯克斯宣布退休，並成為印地安人的總經理特助。2021年，他加入NESN體育台，成為紅襪隊的分析師和球評。

## 生涯打擊成績
| 出賽次數 | 打席 | 打數 | 得分 | 安打 | 二安 | 三安 | 全壘打 | 打點 | 盜壘 | 保送 | 三振 | 打擊率 | 上壘率 | 長打率 | OPS  |
| -------- | ---- | ---- | ---- | ---- | ---- | ---- | ------ | ---- | ---- | ---- | ---- | ------ | ------ | ------ | ---- |
| 2000     | 8177 | 7232 | 1253 | 2107 | 402  | 63   | 352    | 1206 | 181  | 793  | 1340 | .291   | .363   | .510   | .874 |

## 個人生活
伯克斯一家目前定居在俄亥俄州的夏格林瀑布。他在1985年結婚，目前兒子克里斯在巨人隊體系打球，另外他還有3個女兒。
前大聯盟外野手Roosevelt Brown是伯克斯的表弟。

## 外部連結
- 球員資訊和成績在MLB，ESPN，Baseball-Reference，Fangraphs（英文）
- 艾利斯·伯克斯在台灣棒球維基館上的頁面（繁體中文）

| 前任： 安德列斯·賈拉拉加 | 國聯單月最佳球員 1994年4月 | 繼任： Lenny Dykstra&麥克·皮耶薩 |